# کالج ایالتی چارتر اک
کالج ایالتی چارتر اک (به انگلیسی: Charter Oak State College) یک دانشگاه در ایالات متحده آمریکا است که در کنتیکت واقع شده‌است.